# Tropea
Tropea este un oraș în regiunea Calabria, în provincia Vibo Valentia, Italia.
Potrivit ediției on-line a ziarului The Sunday Times (14 ianuarie 2007), Tropea are una dintre cele 20 mai frumoase plaje ale Europei.

## Geografie
Comuna Tropea se învecinează la nord cu Parghelia, la est cu Drapia și la sud cu Ricadi.
Teritoriul comunei este foarte mic, de fapt cu numai 3,59 km² se află pe locul 7.805 în Italia ca suprafață, iar la densitate populației pe locul 195. Orașul este împărțit în două părți: partea superioară, unde se află zona principală a orașului și a locuitorilor, iar partea inferioară, denumită „marina”, care se află la nivelul mării lângă port. Centrul istoric, în partea superioară, a fost zidită pe o stâncă lângă apă, la o înalțime de circa 60 m.d.m.

## Populație Străină
În ziua de 31 decembrie 2010 cetățenii străini residenți erau în număr de 307 (4,59% din populație).
Naționalitățiile principale erau:
- România 73 (1,09%)
- Ucraina 65 (0,97%)
- Polonia 38 (0,56%)
- China 30 (0,44%)

## Localități înfrățite
- Zvenigorod, Regiunea Moscova din februarie 2012

## Istorie
Istoria scrisă a orașului începe în perioada romană când în aproprierea coastei, Sextus Pompeius (fiul lui Cneus Pompeius Magnus) l-a învins pe Cezar August. La sud de Tropea romanii zidiseră un port, lângă Santa Domenica (comuna Ricadi), la Formicoli (adică Forum Herculis, portul lui Hercule), despre care au vorbit Plinius cel Bătrân și Strabon.
Fondatorul legendar a orașului este considerat Heracle care, întorcându-se din Spania de la (Coloanele lui Hercule), s-a oprit pe „Coasta Zeilor” (cum este denumit litoralul provinciei Vibo) și, potrivit legendei, Tropea devenise unul dintre Porturi lui Heracle.
Pentru poziția sa de terasă pe mare, Tropea a avut un rol important, fie în perioadă romană, fie sub dominarea Normanziilor și a Aragonezilor. În apropriere de Tropea se mai găsesc multe necropole din perioada magno-greacă.

## Galerie

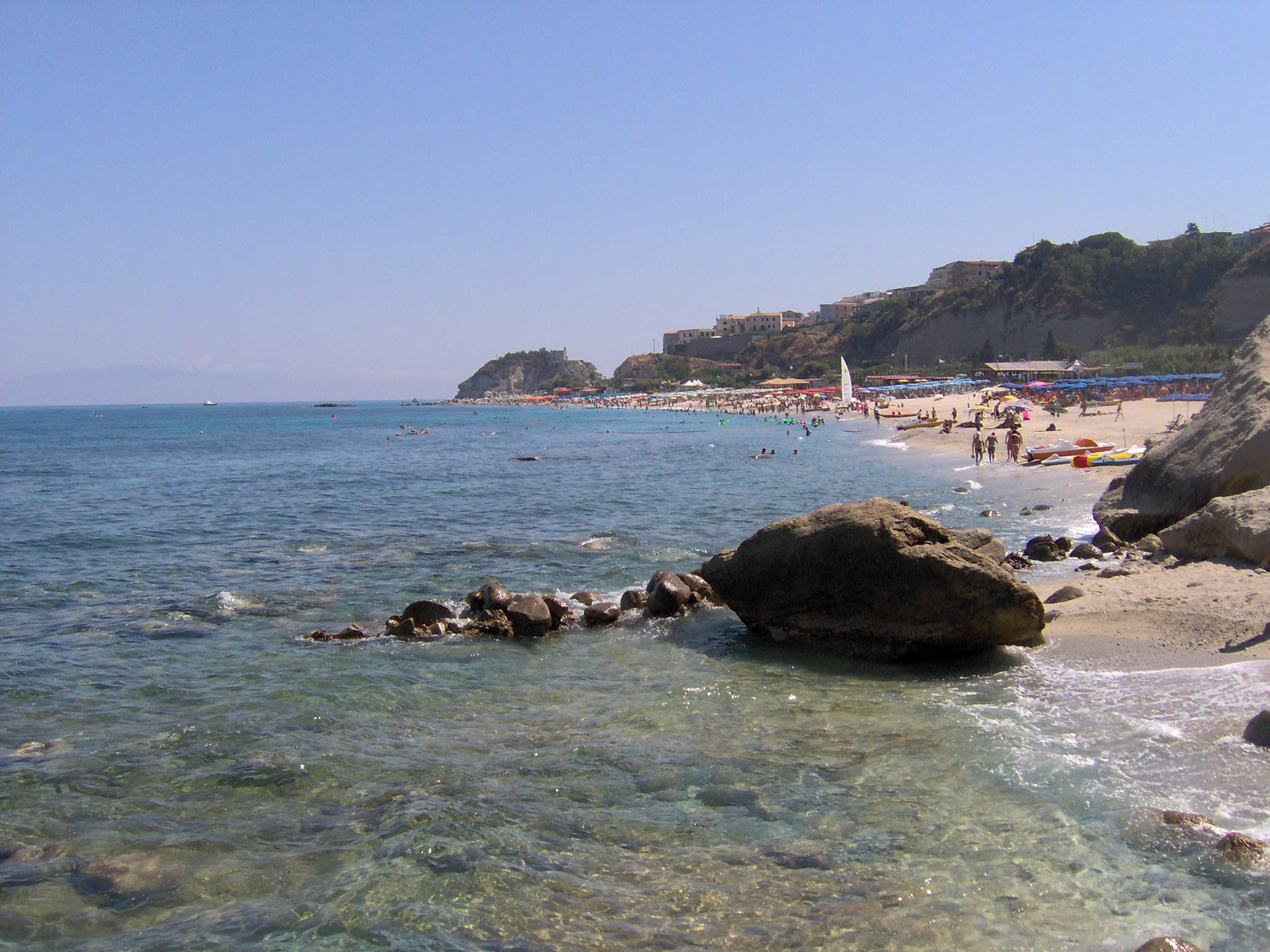
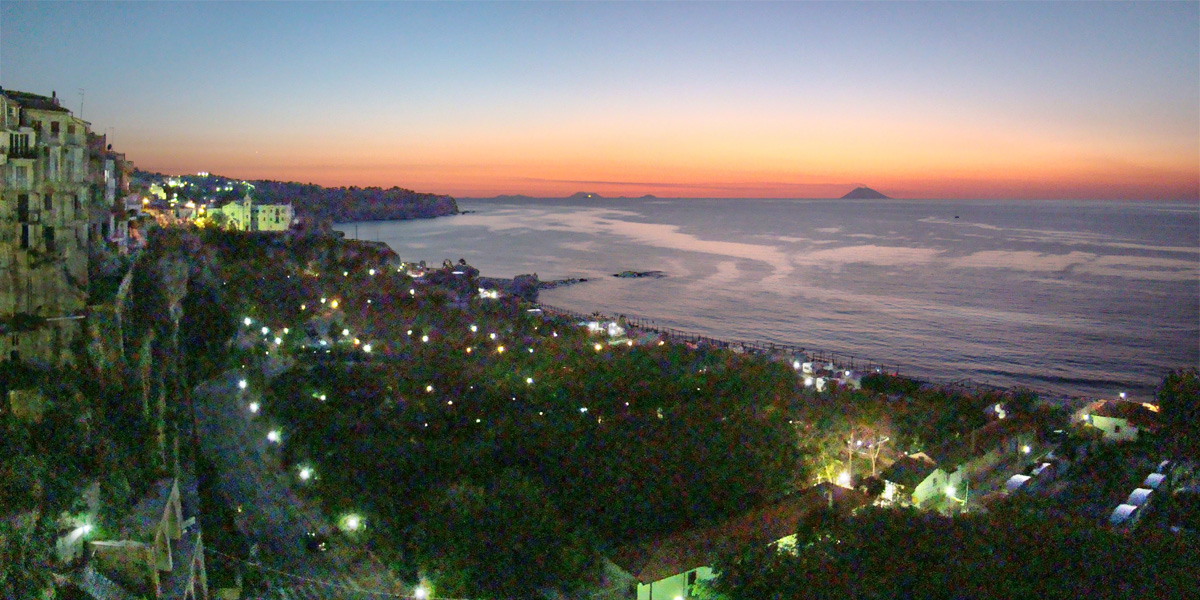
Apusul soarelui la Tropea
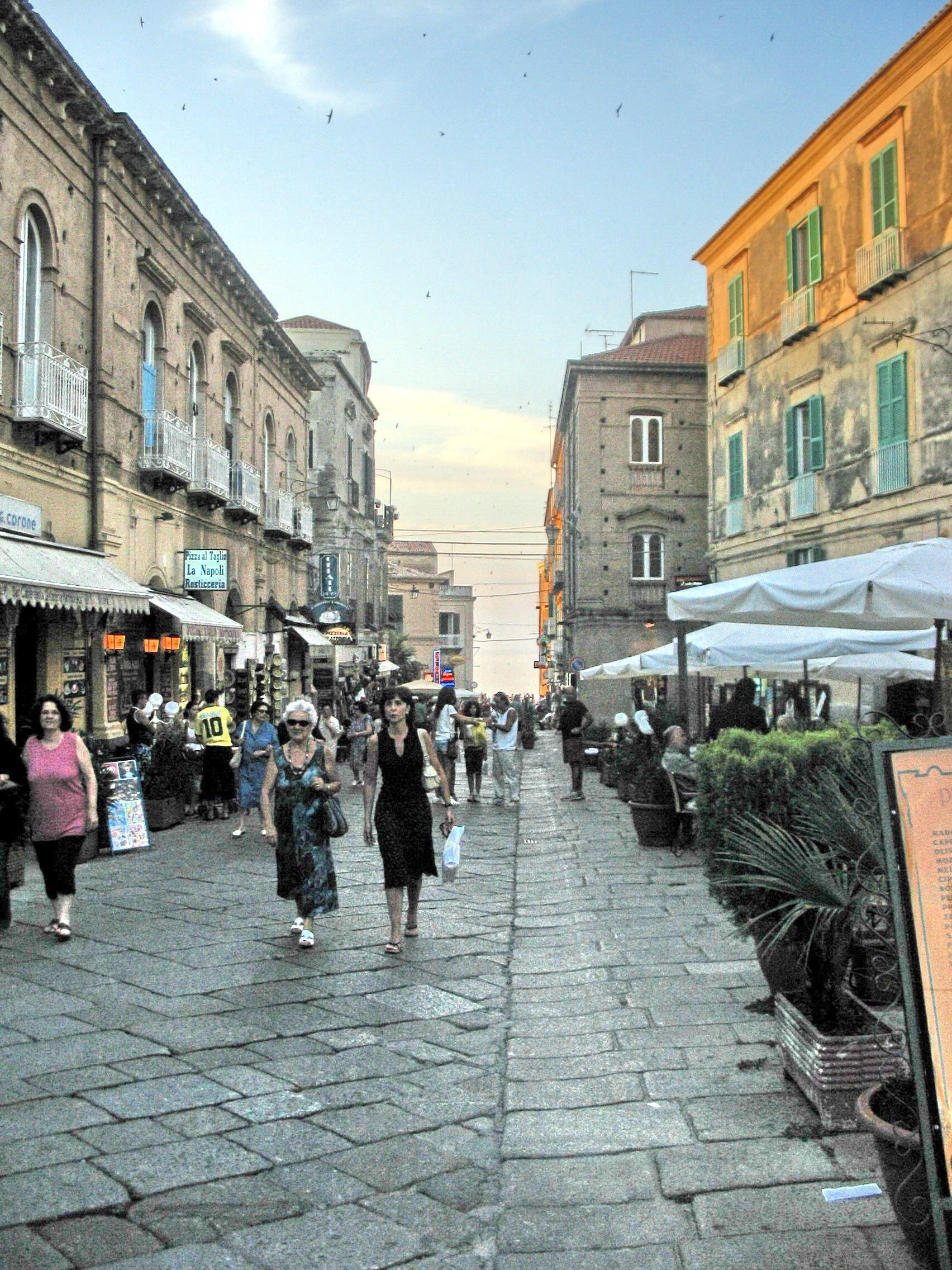
Centrul Istoric, Corso Vittorio Emanuele
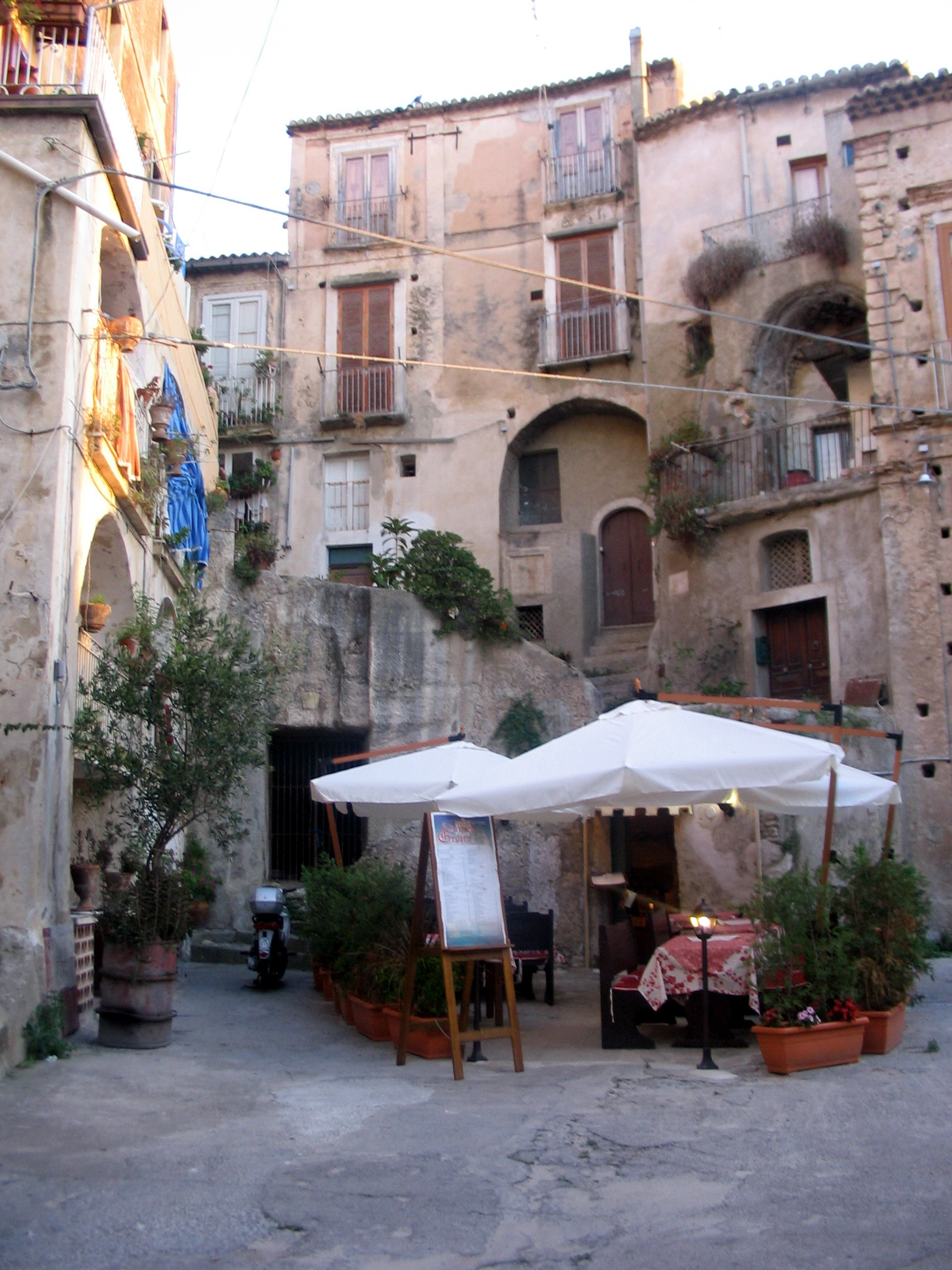
Centrul Istoric, Largo Rota
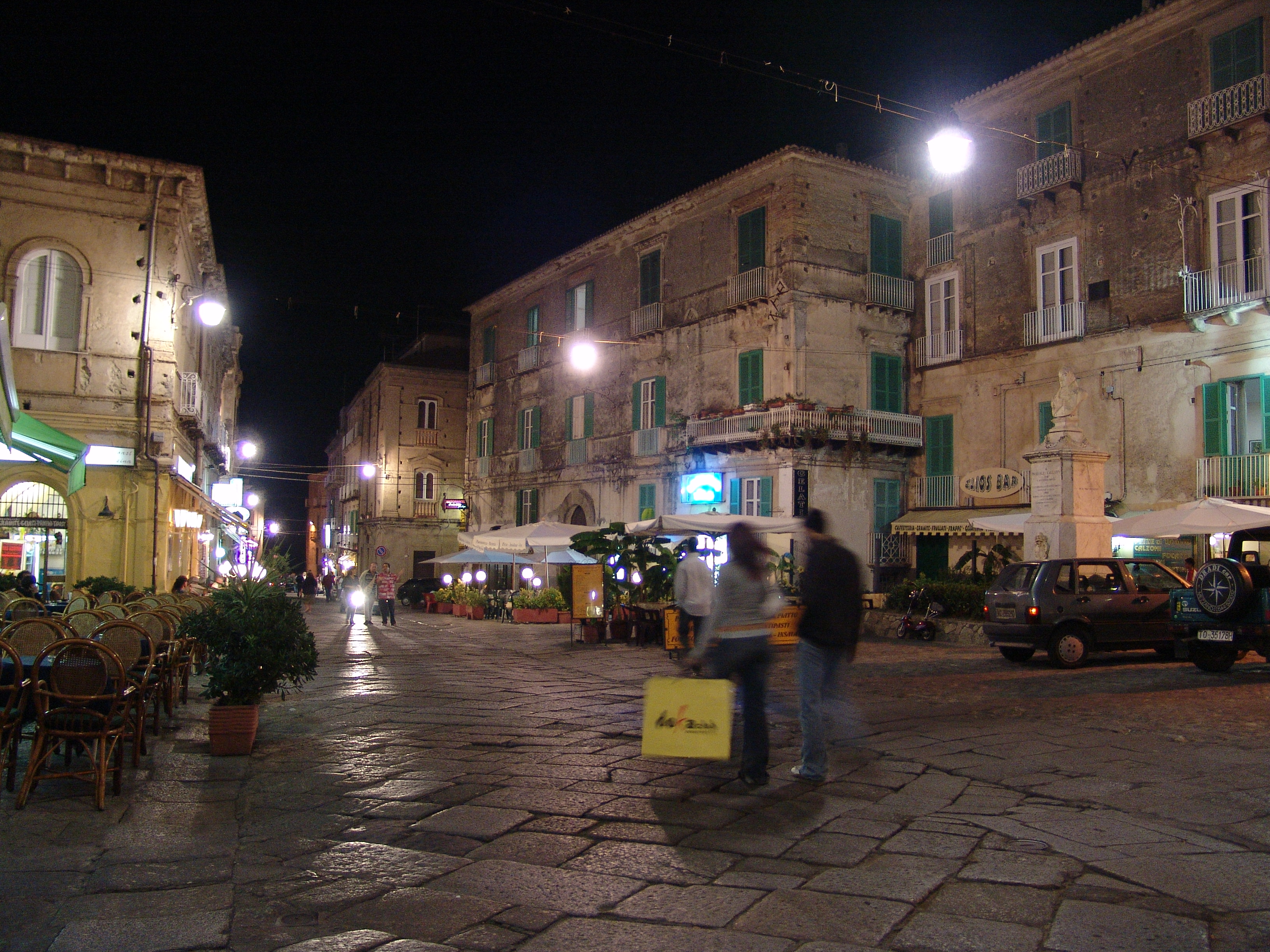
Centrul Istoric
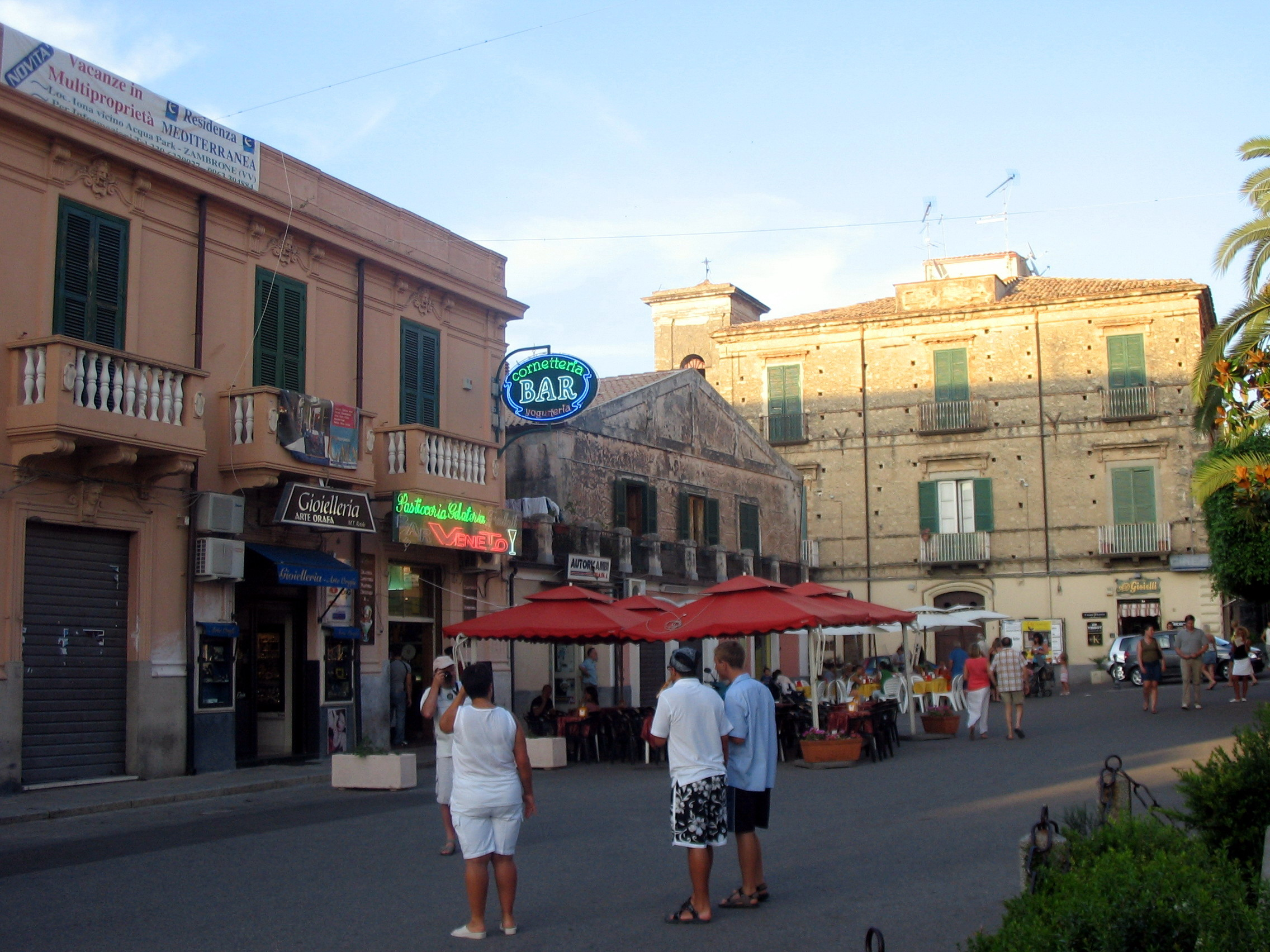
Piața Vittorio Veneto
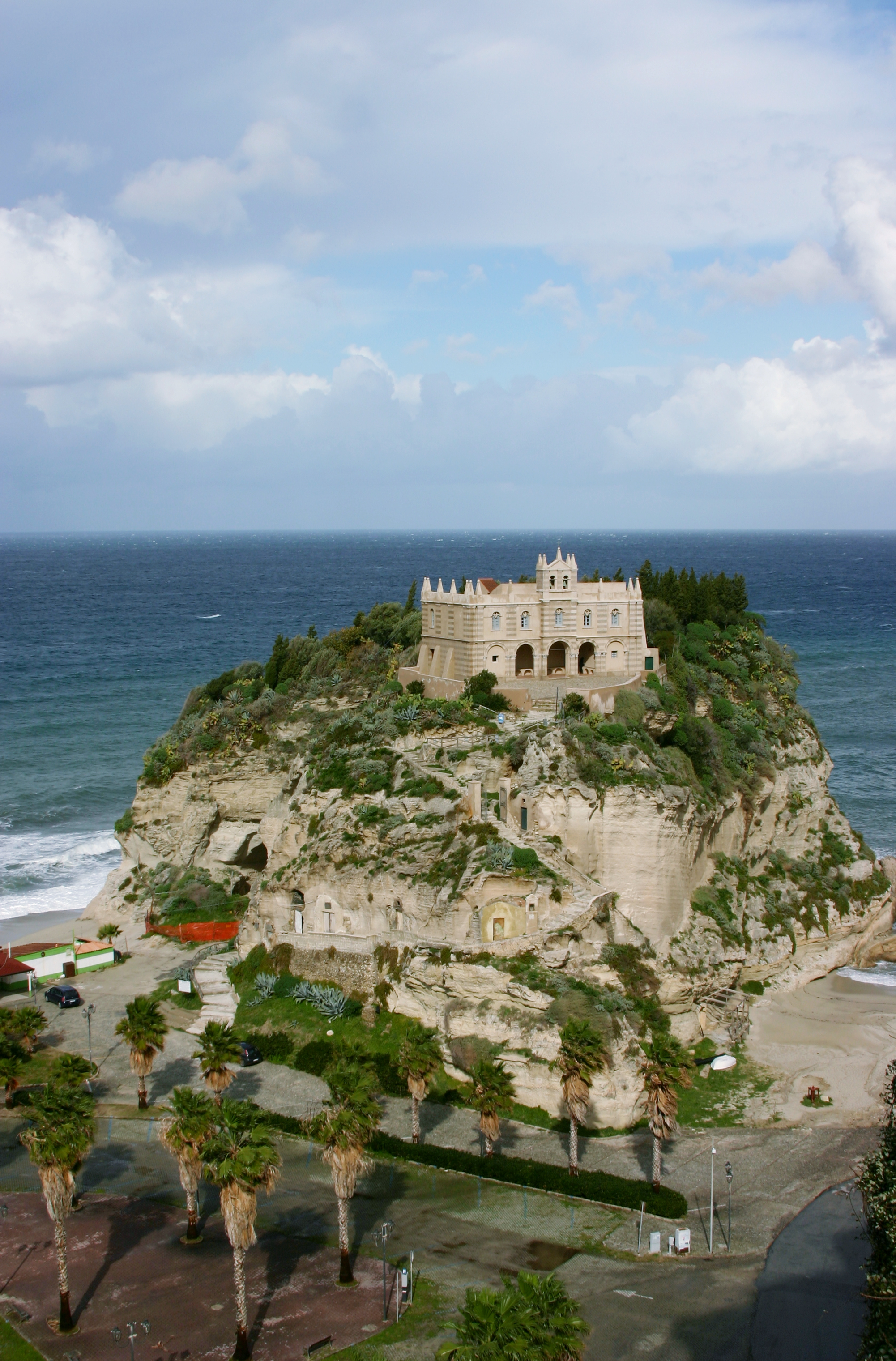
Santa Maria dell'Isola

## Personalități legate de Tropea
- Raf Vallone (1916-2002), actor.

## Demografie
Tropea - evoluția demografică

|  | Graficele sunt indisponibile din cauza unor probleme tehnice. Mai multe informații se găsesc la Phabricator și la wiki-ul MediaWiki. |

Date: Recensăminte sau birourile de statistică - grafică realizată de Wikipedia